# Climaciella amapaensis
Climaciella amapaensis is een insect uit de familie van de Mantispidae, die tot de orde netvleugeligen (Neuroptera) behoort. 
Climaciella amapaensis is voor het eerst wetenschappelijk beschreven door Penny in 1983.